# سیارک ۴۵۷۴
سیارک ۴۵۷۴ (به انگلیسی: 4574 Yoshinaka، نامگذاری:1986YB) چهار هزار و پانصد و هفتاد و چهارمین سیارک کشف شده‌است که در ۲۰ دسامبر ۱۹۸۶ کشف شد.
قدر مطلق سیارک برابر ۱۱٫۶۰ است.